# Carole Crawford
Carole Joan Crawford (13 tháng 2 năm 1943 – 18 tháng 12 năm 2024) là một người Jamaica có dòng máu Phi-Âu, người mẫu và hoa hậu đã đăng quang Hoa hậu Thế giới 1963, cô cũng là đại diện đầu tiên của cả Jamaica và vùng Caribe giành chiến thắng tại cuộc thi Hoa hậu Thế giới. Vào thời điểm đăng quang, cô mới 20 tuổi và chỉ cao 5'3" (1,59 m), thấp theo tiêu chuẩn của Hoa hậu Thế giới vào thời điểm đó. Trong cuộc thi được tổ chức tại London, Crawford đã mặc một bộ áo tắm được thiết kế đặc biệt với cổ cao để trông cao hơn.
Cô trở lại Jamaica sau chiến thắng lịch sử tại London đã làm dấy lên một lễ ăn mừng lớn: "Sự chào đón khi tôi trở về thật tuyệt vời. Sân bay chật kín người chào đón tôi. Chính phủ đã phát hành hàng triệu con tem kỷ niệm có hình ảnh tôi mặc áo tắm. Có những buổi tiếp đón với Ngài Alexander Bustamante và Toàn quyền Ngài Clifford Campbell cùng vợ. Tôi đã được tặng chìa khóa vàng của thành phố Kingston." Để vinh danh chiến thắng của cô tại cuộc thi Hoa hậu Thế giới, Bưu điện Jamaica đã phát hành một loạt tem có in hình ảnh Crawford trong trang phục áo tắm.
Sau đó, Crawford sống ở Canada và được biết đến với cái tên Carole Joan Crawford-Merkens. Bà qua đời ngày 18 tháng 12 năm 2024, hưởng thọ 81 tuổi.